# Punta di Moncrons
La punta di Moncrons o punta Moucrons (2.507 m s.l.m.) è una montagna delle Alpi del Monginevro nelle Alpi Cozie. Si trova in Piemonte, nella Città metropolitana di Torino.

## Caratteristiche

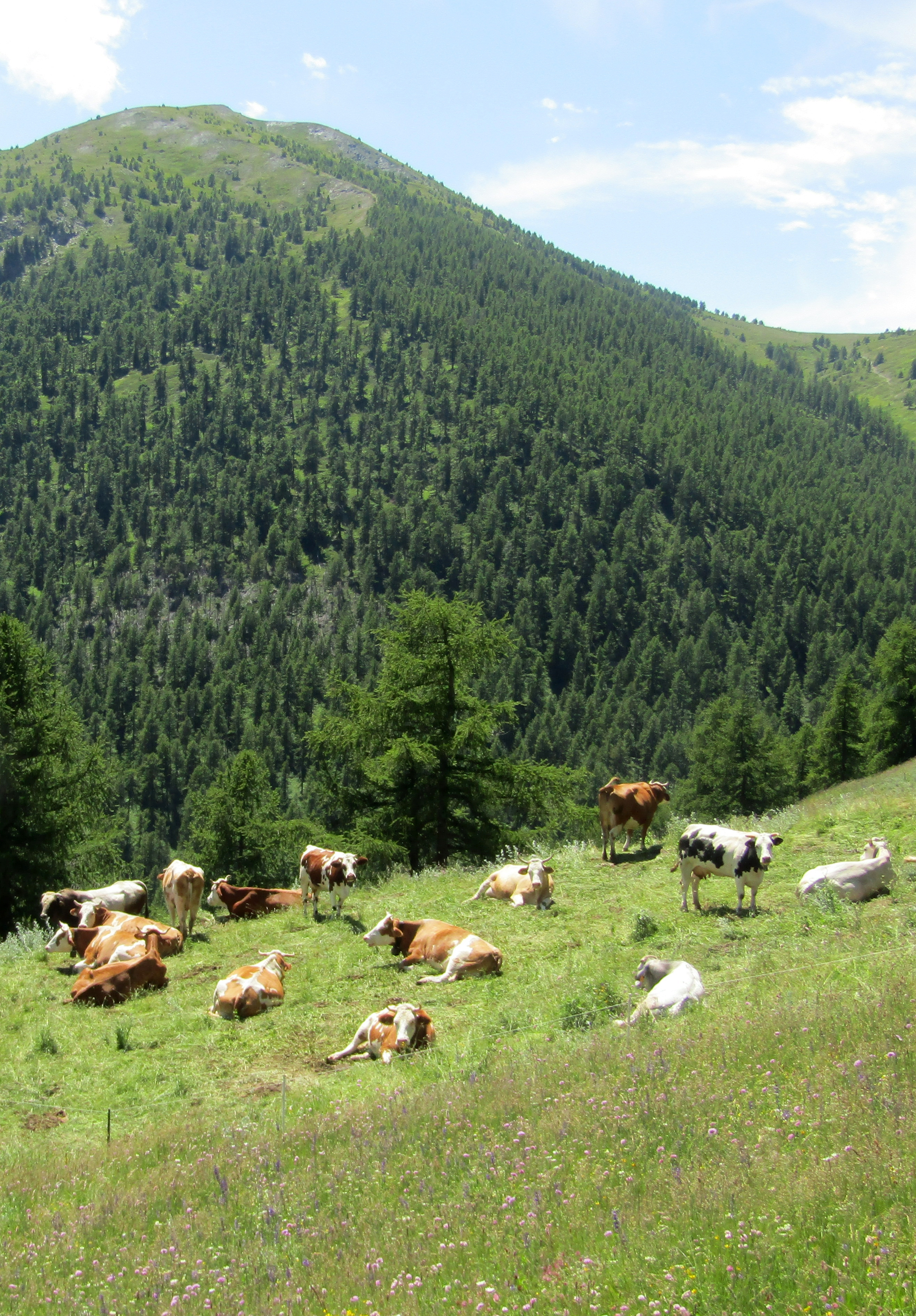
Vista dalla Val Chisone

La montagna è collocata lungo la linea di cresta che separa la val Chisone dalla Val di Susa. Verso sud-ovest il Colle di Costapiana (2.313 m) la separa dal Monte Genevris, mentre a sud-est il crinale prosegue con il Col Bourget (2.299 m). Si tratta di un rilievo dalla sommità erboso-detritica; sulla cima è presente una piccola croce di vetta. Il suo versante valsusino è percorso da alcuni impianti di risalita, mentre quello rivolto verso la Val Chisone è ricoperto per la maggior parte da un fitto bosco a prevalenza di conifere.
Attorno alla vetta, sul lato Val Susa, corre una vecchia strada militare che unisce le postazioni militari alla strada dell'Assietta, un lungo percorso sterrato (aperto al transito dei mezzi motorizzati nei periodi sgombri di neve) che collega il Pian dell'Alpe di Usseaux a Sestriere.

## Accesso alla vetta

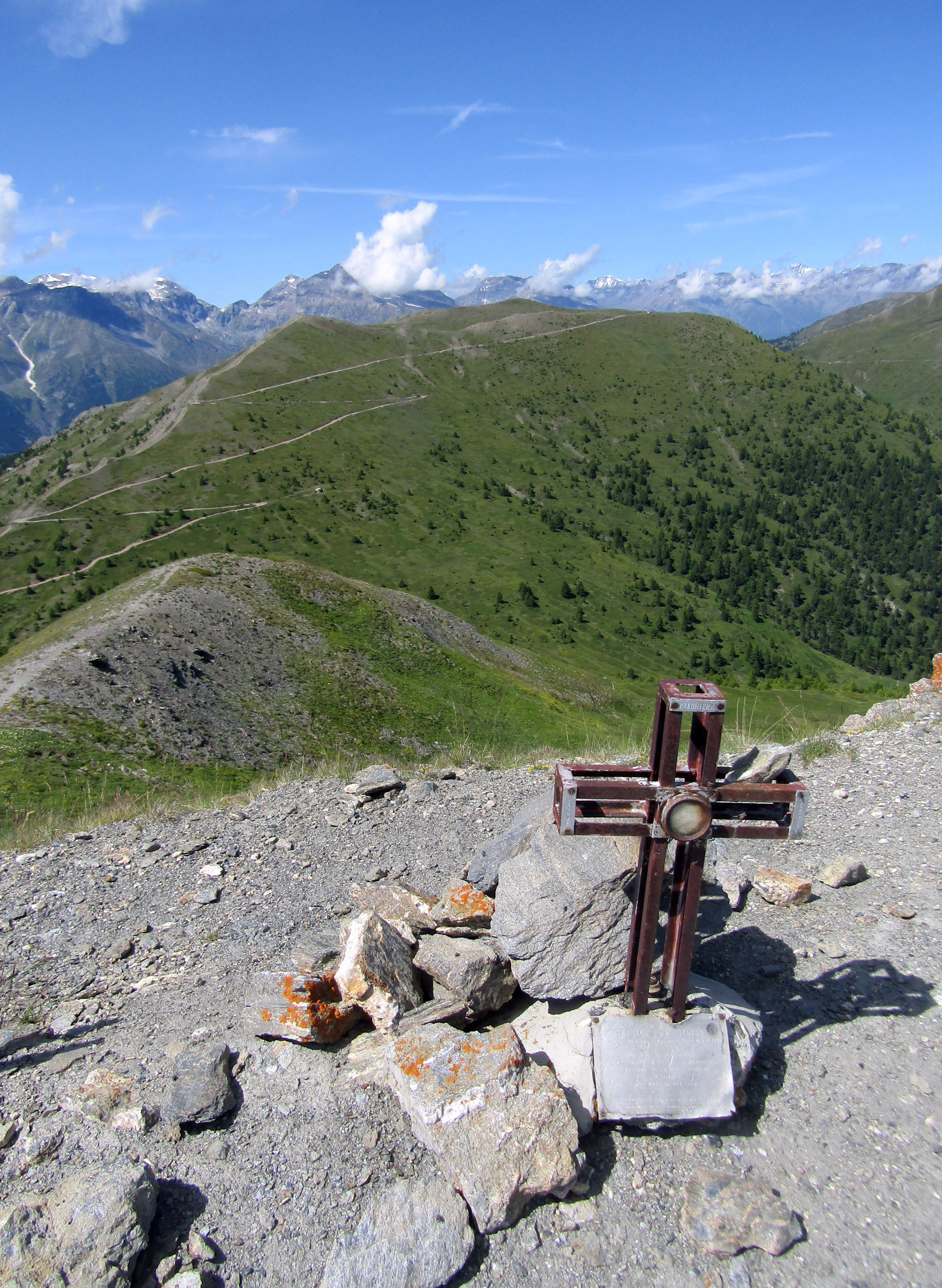
La croce di vetta, sullo sfondo il Monte Genevris

È possibile salire sulla percorrendo la facile cresta spartiacque, che a sua volta può essere raggiunta o dalla Valle di Susa o dalla Val Chisone, ad esempio da Gran Puy (Pragelato). Si tratta di un percorso escursionistico facile, classificato come E.